# Diaglyptella olsoufieffi
Diaglyptella olsoufieffi är en stekelart som beskrevs av André Seyrig 1952. Diaglyptella olsoufieffi ingår i släktet Diaglyptella och familjen brokparasitsteklar. Inga underarter finns listade i Catalogue of Life.